# Faylaka
Faylaka (arabiska: فَيْلَكَا), eller Jazirat Faylaka (جَزِيرَة فَيْلَكَا), är en ö i Kuwait. Den hör till Huvudstadsprovinsen och ligger i den östra delen av landet, 40 km öster om huvudstaden Kuwait Stad. Arean är 24,0 kvadratkilometer.